# Masahiro Kazuma
Masahiro Kazuma (數馬 正浩 Kazuma Masahiro?), född 22 juni 1982 i Kanagawa prefektur, är en japansk före detta fotbollsspelare.
Kazuma började sin karriär 2001 i Yokohama F. Marinos. Med Yokohama F. Marinos vann han japanska ligacupen 2001. 2002 flyttade han till Vegalta Sendai. Efter Vegalta Sendai spelade han för Japan Soccer College. Han avslutade karriären 2008.